# Feldflieger-Abteilung 50
Feldflieger-Abteilung Nr. 50 – FFA 50 (Polowy oddział lotniczy nr 50) – jednostka obserwacyjna i rozpoznawcza lotnictwa niemieckiego Luftstreitkräfte z początkowego okresu I wojny światowej.

## Informacje ogólne
Jednostka została utworzona na początku I wojny światowej, w dniu 15 stycznia 1915 roku w Fliegerersatz Abteilung Nr. 5 i weszła w skład większej jednostki Batalionu Lotniczego nr 3. Jednostka uczestniczyła w walkach na frontach wschodnim. 
11 stycznia 1917 roku jednostka została przeformowana i zmieniona w Fliegerabteilung 19 - (FA 19).